# 德国联邦印钞公司
德国联邦印钞公司（德文：Bundesdruckerei）是德国邮票、纸币、身份证、护照、签证、驾驶执照，以及车辆登记证的制造商。
公司的前身是成立于1879年的帝国印刷公司（德文："Reichsdruckerei"），并保持其名称直到1945年。1951年，正式更名为联邦印钞公司。在2000年被私有化之后，它迅速涉及了多个与安全技术相关的领域。在2009年，公司再次成为国有企业。

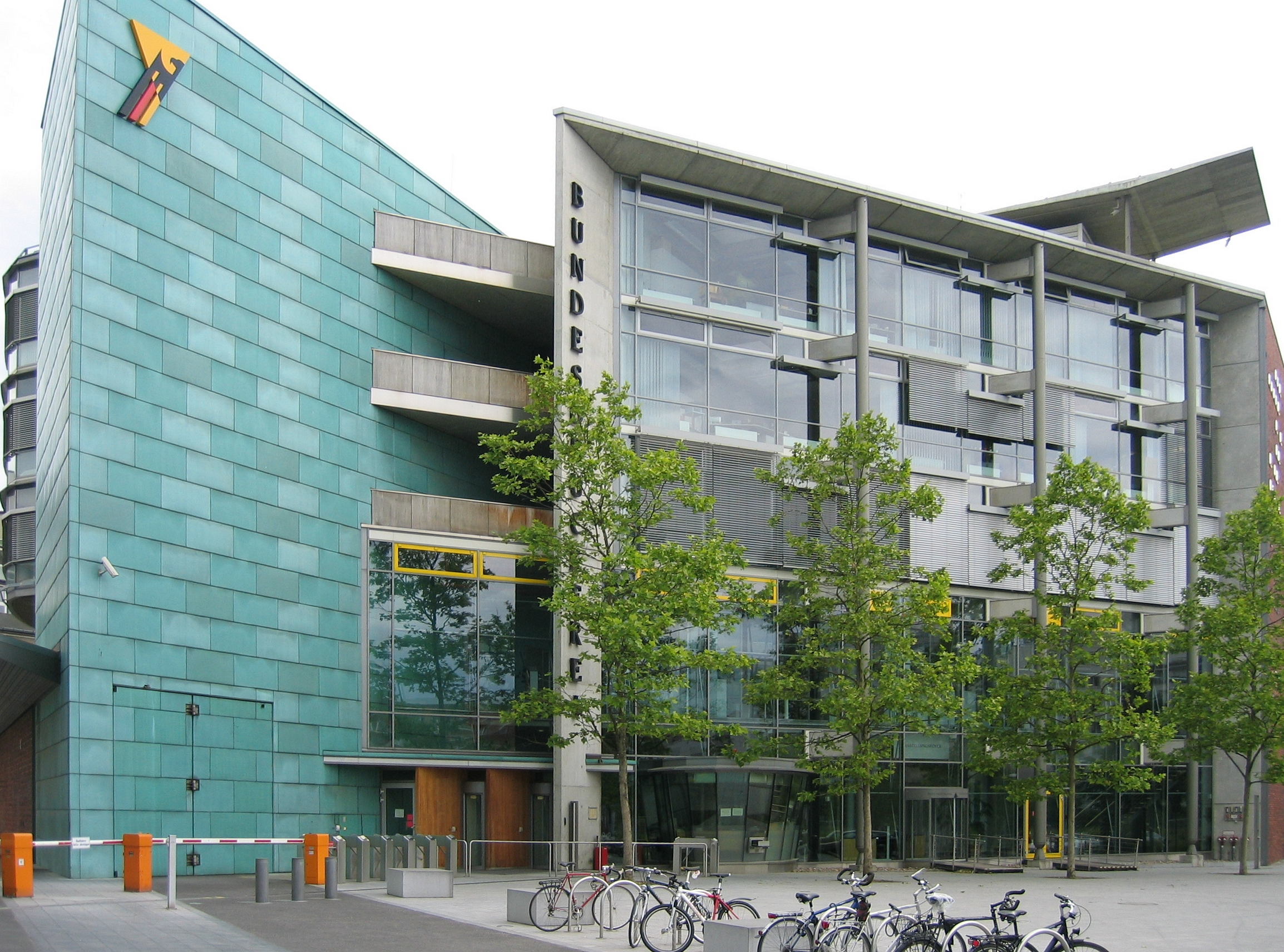
总部设在柏林的联邦印钞公司